# Rhynchosia totta
Rhynchosia totta är en ärtväxtart som först beskrevs av Carl Peter Thunberg, och fick sitt nu gällande namn av Dc.. Rhynchosia totta ingår i släktet Rhynchosia och familjen ärtväxter. IUCN kategoriserar arten globalt som livskraftig. Inga underarter finns listade i Catalogue of Life.